# Olam International
Olam International er singaporeansk multinational fødevare- og jordbrugsvirksomhed. De driver forretning i 60 lande og beskæftiger sig med jordbrug, bearbejdning, transport og handel med produkter som kakaobønner, kaffe, bomuld og ris. I 1989 i Nigeria etablerede Kewalram Chanrai Group virksomheden Olam Nigeria Plc.